# 헝공자이

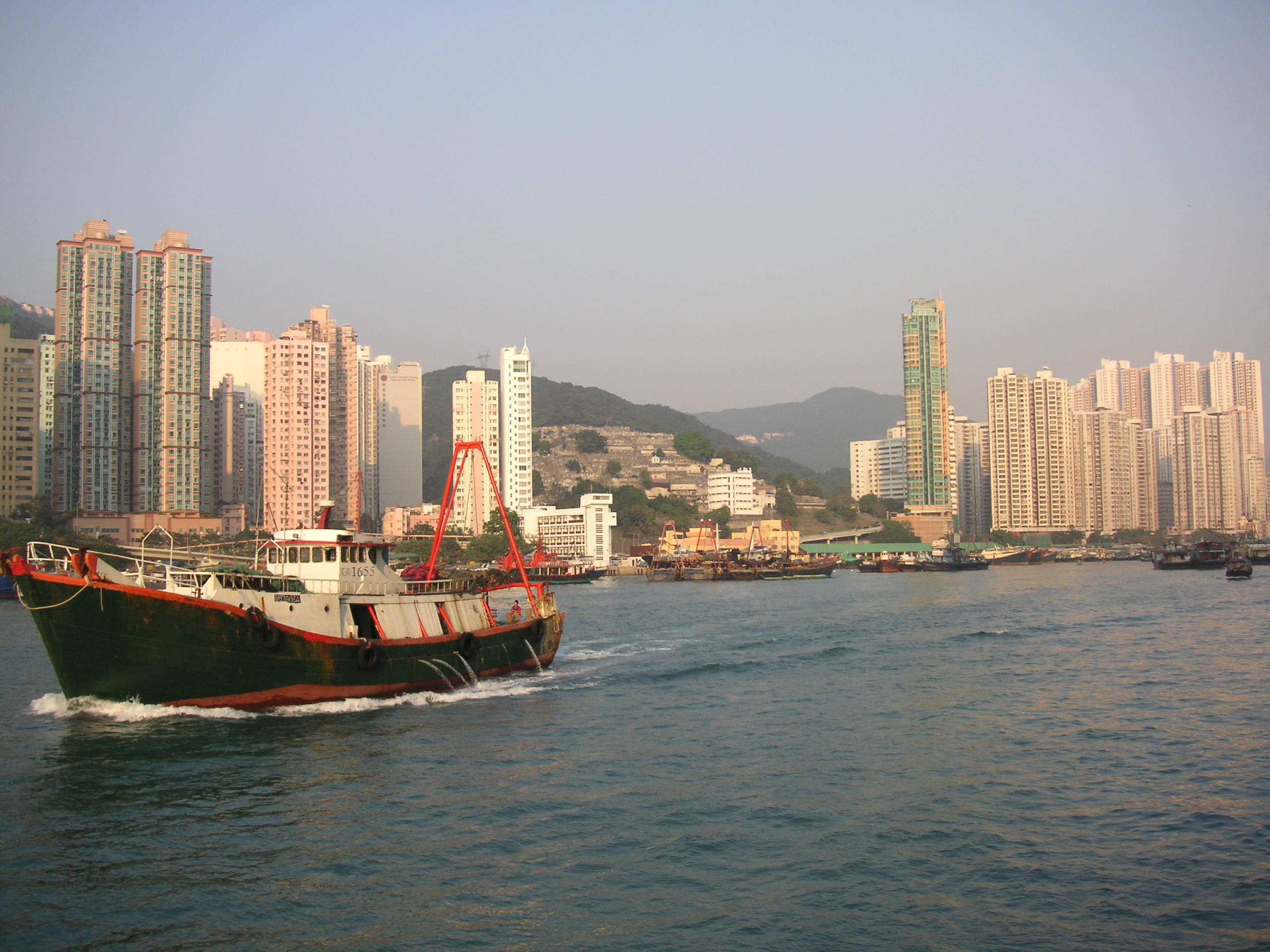
애버딘 항

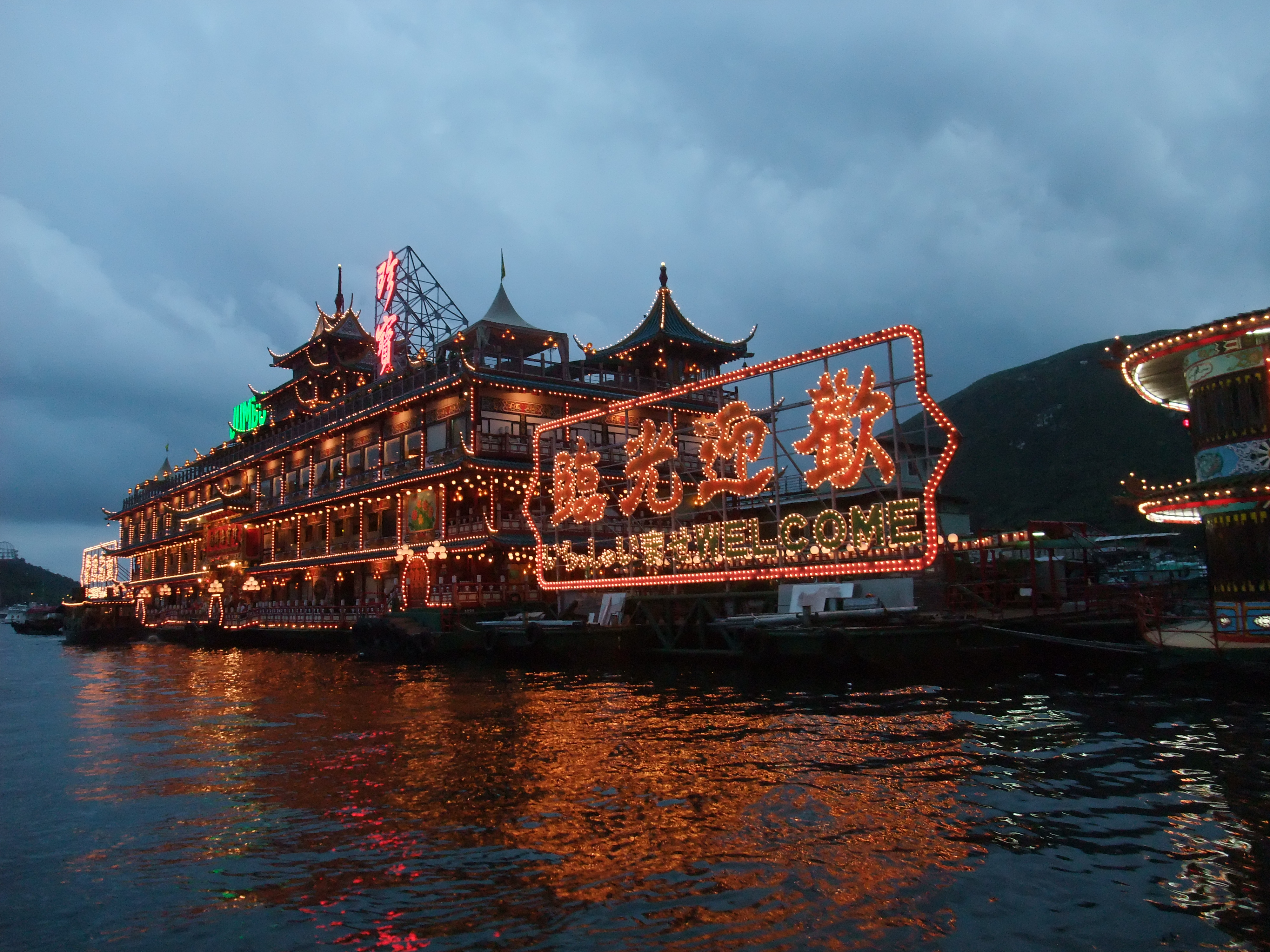
점보 왕국

애버딘(Aberdeen) 또는 헝공자이(香港仔, 표준중국어 발음: 샹강쯔)는 홍콩의 홍콩섬 남해안에 있는 지역으로, 남구에 속한다. 애버딘 항은 애버딘과 압레이차우(야리저우)의 사이에 있는 항구이다. 애버딘은 전통적으로는 애버딘의 마을, 황주컹(黄竹坑)과 야리저우로 구성되는 지역의 총칭이지만, 가끔 애버딘의 마을만을 가리키기도 한다.
항구 위에 살고 있는 중국 남부의 수상 생활자와 점보 왕국(珍寶王國)과 같은 해상 씨푸드 레스토랑으로 관광객에게 잘 알려져 있다. 중국 남부의 수상 생활자의 상당 수는 수산업에 종사하고 있으며 항구 위의 보트에 사는 수십 명의 이민자도 있다.

## 명칭
예전에는 석배만(石排灣)으로 불리고 있었다. 1845년, 당시의 영국 외교 대신이자 애버딘의 백작인 조지 해밀턴 고든을 기념해 애버딘으로 이름 붙여졌다.
홍콩의 이름의 기원은 헝공자이 (香港仔, 샹강쯔)로 생각되고 있다. 명나라 때의 지도에는 야리저우싱에 향항촌(香港村)이라는 지명이 쓰여져 있다. 황죽갱에 둘러싸인 또 하나의 마을인 향항위(香港圍)는 청의 건륭제 시대에 설립되었다. 홍콩은 '향기의 항구'를 의미하고 신제의 향나무인 밀향수(蜜香樹)는 중국의 다른 도시로 수출하기 위해서 이곳으로 옮겨졌다.
일본 통치 시대에는 홍콩의 기원이라는 뜻으로 엔코코(원홍콩, 元香港)으로 불리고 있었다.

## 같이 보기
- 홍콩의 지역 목록